# 인두세
인두세(人頭稅, tax per head; poll tax)란 사람 머릿수에 맞추어 걷는 세금을 말한다.
영국 역사상 1380년에 부과된 인두세가 가장 유명한데, 이는 1381년 와트 타일러가 이끈 농민반란의 주된 원인으로 작용했다. 현재 전 세계적으로 인두세를 찾아보기 힘들며, 대한민국은 지방세로 징수되는 주민세가 대표적인 인두세의 특성을 가진 세금이다.

## 개요
소비세와 마찬가지로 소득이 없는 사람에게도 과세하는 세금이다. 소비세의 경우 소비 금액에 비례하여 과세 금액이 늘어나는 반면, 인두세 세금은 일률적이기 때문에, 소득 대비 부담률은 소득이 적은 사람 일수록 크고, 많을수록 적어진다. 이념적으로 보면 인두세는 국민 한 사람 당 행정 비용을 균등하게 부담시키는 세금이며, 행정 비용의 부담을 균등하게 인식시킴으로써 작은 정부의 실현을 지향하는 세제라고 할 수 있다.

## 역사
고대에서 봉건제에 걸친 시대에는 많은 국가에서 적용을 하고 있었지만, 소득에 대해 역진성이 강한 세제이기 때문에 2017년 기준으로는 대부분의 국가에서 도입되어 있지 않다. 소득이 없어도 거기에 살고 있는 것만으로 과세된다. 따라서 곤궁한 서민들은 과세를 피해 도망을 하기도 했다. 반대로 이를 이용하여 특정 민족을 배척하는 의도로 도입된 사례도 있으며, 19세기 후반에 캐나다에서 증가했던 중국계 이민자들의 배척을 목적으로 인두세를 부과한 사례도 있었다. 
조선시대의 군포가 대표적인 인두세였으며, 백골징포와 황구첨정과 같은 온갖 비리가 만연하였다. 이러한 인두세의 비리는 민란과 같은 조세저항을 불러왔다. 1871년 조선 고종 8년 호세(戶稅)로 명칭을 변경하였다. 이후 일제 시대인 1912년 국세에서 지방세로 이양되었다가 1961년에 폐지되었다. 그러나 1973년 다시 주민세로 신설되어 각 시군의 지방세로 징수되고 있다.

## 같이 보기
- 역역